# Conorete
Conorete is een geslacht van sponsdieren uit de klasse van de Hexactinellida.

## Soorten
- Conorete erectum (Schulze, 1899)
- Conorete gordoni Reiswig & Kelly, 2011
- Conorete mucronatum (Wilson, 1904)
- Conorete pourtalesi Reiswig & Dohrmann, 2014